# مارتا روت (هنرپیشه)
مارتا روت (ایتالیایی: Martha Roth؛ ۲۹ مهٔ ۱۹۳۲ – ۷ اکتبر ۲۰۱۶) یک هنرپیشه ایتالیایی‌تبار اهل مکزیک بود.
او طی دوران طلایی سینمای مکزیک، یک ستاره سینما بود.